# Roy Ward Baker
Roy Ward Baker (Londra, 19 dicembre 1916 – Londra, 5 ottobre 2010) è stato un regista britannico.

## Biografia
Regista attivo sia nel campo cinematografico che in quello televisivo, lavorò dalla metà degli anni '30 fino ai primi anni '90.
È soprattutto noto per i suoi film horror e fantascientifici diretti per la Hammer e per la Amicus, e per il film Titanic, latitudine 41 nord, vincitore nel 1959 di un Golden Globe come miglior film straniero in lingua inglese.
Nei primi anni '50 diresse tre film a Hollywood, La tua bocca brucia (1952) con Marilyn Monroe e Richard Widmark, Notte di perdizione (1952) e Inferno (1953).
Morì il 5 ottobre 2010, all'età di 93 anni, in un ospedale di Londra.

## Filmografia parziale
- Read All About It (1945)
- Prigioniero della paura (The October Man) (1947)
- The Weaker Sex (1948)
- Paper Orchid (1949)
- Morning Departure (1950)
- Estremamente pericoloso (Highly Dangerous) (1950)
- La grande passione (The House in the Square)  (1951)
- La tua bocca brucia (Don't Bother to Knock) (1952)
- Notte di perdizione (Night Without Sleep) (1952)
- Inferno (1953)
- Il cargo della violenza (Passage Home) (1955)
- Jacqueline (1956)
- Tigre nella nebbia (Tiger in the Smoke) (1956)
- Sfida agli inglesi (The One That Got Away) (1957)
- Titanic, latitudine 41 nord (A Night to Remember)  (1958)
- Il coraggio e la sfida (The Singer Not the Song) (1961)
- Flame in the Streets (1961)
- L'affondamento della Valiant (The Valiant) (1962)
- Two Left Feet (1963)
- L'astronave degli esseri perduti (Quatermass and the Pit - Five Million Years to Earth) (1967)
- Journey to Midnight, coregia di Alan Gibson (1968)
- L'anniversario (The Anniversary) (1968)
- L'organizzazione ringrazia firmato il Santo (The Fiction Makers) (1968)
- Luna zero due (Moon Zero Two) (1969)
- Vampiri amanti (The Vampire Lovers) (1970)
- Il marchio di Dracula (Scars of Dracula) (1970)
- Barbara, il mostro di Londra (Dr. Jekyll & Sister Hyde) (1971)
- La morte dietro il cancello (Asylum) (1972)
- The Vault of Horror (1973)
- La maledizione (And Now the Screaming Starts) (1974)
- Mission: Monte Carlo, coregia di Basil Dearden (1974)
- La leggenda dei 7 vampiri d'oro (The Legend of the 7 Golden Vampires) (1974)
- Il club dei mostri (The Monster Club) (1980)
- La maschera della morte (The Masks of Death) - film TV (1984)